# Ridgefield Park
Ridgefield Park é uma vila localizada no estado americano de Nova Jérsei, no Condado de Bergen.

## Demografia
Segundo o censo americano de 2000, a sua população era de 12.873 habitantes.
Em 2006, foi estimada uma população de 12.665, um decréscimo de 208 (-1.6%).

## Geografia
De acordo com o United States Census Bureau tem uma área de
5,0 km², dos quais 4,5 km² cobertos por terra e 0,5 km² cobertos por água.

## Localidades na vizinhança
O diagrama seguinte representa as localidades num raio de 4 km ao redor de Ridgefield Park.